# Лавровка (Кировоградская область)
Лавровка (укр. Лаврівка) — село в Долинской городской общине Кропивницкого района Кировоградской области Украины.
До 2020 года входило в состав Долинского района.
Население по переписи 2001 года составляло 338 человек. Почтовый индекс — 28504. Телефонный код — 5234. Занимает площадь 1,265 км². Код КОАТУУ — 3521984601.